# Мері-Бісьєр-ан-Ож
Мері-Бісьєр-ан-Ож (фр. Méry-Bissières-en-Auge) — муніципалітет у Франції, у регіоні Нижня Нормандія, департамент Кальвадос. Мері-Бісьєр-ан-Ож утворено 1 січня 2017 року шляхом злиття муніципалітетів Бісьєр i Мері-Корбон. Адміністративним центром муніципалітету є Мері-Корбон. Населення — 1080 осіб (01.01.2021).